# Rafael Villoslada Peula
Rafael Villoslada Peula (Granada, 8 de junio de 1900-ib., 30 de diciembre de 1985), fue un sacerdote jesuita español, fundador de las Escuelas Profesionales de la Sagrada Familia (SAFA).

## Biografía
Puede considerarse un innovador dentro de la obra educativa de la Compañía de Jesús. En contra de lo que venía siendo habitual en la compañía, el padre Villoslada se propuso la creación de una institución que, en el duro contexto de la posguerra civil en Andalucía (1940), se ocupase de la formación profesional de niños pertenecientes a las clases más desfavorecidas. Hasta entonces, los jesuitas tenían fama de descuidar la promoción de obras sociales y en el terreno educativo, la mayor parte de sus colegios estaban ubicados en zonas prósperas y se nutrían de alumnos con una buena posición económica.
Fue padre superior de las Escuelas Profesionales de la Sagrada Familia desde 1940 a 1954.
Desde el punto de vista estructural, la fundación del padre Villoslada también suponía una novedad, ya que los centros educativos de la compañía solían ser colegios aislados unos de otros y con una fuerte presencia de jesuitas entre los profesores y por supuesto en los cargos directivos. La SAFA, en cambio, estaba organizada como una federación de centros con una estrecha relación entre ellos y con una fuerte presencia de profesores seglares, incluso en cargos de dirección, aunque contando con la colaboración de los jesuitas.
Muere en Granada a los 85 años de cáncer de piel.

## Obra
- ¿Cómo surgen las Escuelas Profesionales de la Sagrada Familia?. 2003. ISBN 9788466726115. —Obra póstuma con selección de textos y prólogo Joaquín Morales Ferrer—.

## Distinciones

### Órdenes
- Encomienda de la Orden de Alfonso X el Sabio ( España, 1952).[9][10]